# Cecil B. DeMille
Cecil Blount DeMille (Ashfield, Massachusetts, 12 augustus 1881 – Hollywood, Californië, 21 januari 1959) was een Amerikaanse filmregisseur en -producent. Hij was een van de succesvolste filmmakers van de eerste helft van de twintigste eeuw.

## Biografie
Zijn familie was van Nederlandse afkomst. Zijn voorouders voeren in 1658 met het schip De Vergulde Bever van Amsterdam naar het huidige New York. De oorspronkelijke achternaam was Mil. De vader van DeMille was een geestelijke en zijn beide ouders schreven toneelstukken. DeMille volgde zijn oudere broer William naar de Academy of Dramatic Arts in New York. Daarna was hij enkele jaren lang de leider van het toneelgezelschap van zijn moeder. Hij speelde ook mee in enkele stukken. In 1913 vormde hij een vennootschap met Jesse L. Lasky en Samuel Goldwyn en samen gingen ze films maken. Deze vennootschap zou de grondslag vormen voor wat later Paramount Pictures zou worden. Een jaar later regisseerde, schreef en produceerde hij samen met Oscar Apfel hun eerste film, de succesvolle western The Squaw Man.
De eerste film die hij alleen zou regisseren, is de western The Virginian. Hij zou later nog tientallen stomme films regisseren, waaronder in het begin veel sekskomedies. Voor zijn vroegste films deed hij behalve de regie en productie ook de montage en schreef hij (mede) aan het scenario. In 1915 begon hij een samenwerking met scenariste Jeanie Macpherson. Ze schreef onder andere voor hem enkele van zijn succesvolste vroege films, waaronder komedies als Don't Change Your Husband (1919), maar ook de indrukwekkende spektakelfilms waarvoor hij uiteindelijk bekend zou worden; historische stukken als Joan the Woman en Bijbelstukken als The Ten Commandments (1923) en The King of Kings (1927).
DeMille plaatste regelmatig dezelfde acteurs en actrices in zijn films, onder wie Raymond Hatton, Julia Faye, Theodore Roberts, James Neill, William Boyd en William Elmer. Ook regisseerde hij meerdere films met Gloria Swanson, waardoor zij kon doorbreken als een van de eerste grote filmsterren.
In de jaren dertig regisseerde hij zijn eerste geluidsfilms, waaronder de komedie Madam Satan (1930). Ook regisseerde hij spektakelfilms als The Sign of the Cross (1932) en Cleopatra (1934), jeugddrama's als This Day and Age (1933) en grote westerns als The Plainsman (1936) en Union Pacific (1939).
DeMille groeide uit tot een van de eerste regisseurs die zelf ook een beroemdheid was. Van 1936 tot 1944 was hij de gastheer en regisseur van een wekelijks zestig minuten durend radioprogramma, Lux Radio Theater, waarin bekende films werden nagespeeld, vaak met de oorspronkelijke sterren in de hoofdrollen.
In de jaren veertig was hij minder actief, maar leverde toch avonturenfilms als Reap the Wild Wind (1942) af. Voor zijn laatste drie films (Samson and Delilah (1949), The Greatest Show on Earth (1952) en een nieuwe versie van The Ten Commandments (1956)) zou hij meer aandacht geven aan de productie, waardoor deze films er zeer groots uitzagen. The Ten Commandments zou zelfs de best bezochte film van 1956 worden en The Greatest Show on Earth zou worden bekroond met de Oscar voor Beste film. In 1950 speelde hij zichzelf als een theatrale regisseur in Sunset Boulevard van Billy Wilder. De hoofdrol in deze film was voor zijn oude steractrice Gloria Swanson.
Cecil B. DeMille stierf op 77-jarige leeftijd. Hij stierf op dezelfde dag als Carl Switzer, beter bekend als Alfalfa uit De Boefjes. Er kwam in 1959 postuum een autobiografie na, The Autobiography of Cecil B. DeMille. Hij was bijna zestig jaar getrouwd met Constance Adams. Met haar had hij één dochter en drie adoptiekinderen. Zijn adoptiedochter was getrouwd met Anthony Quinn.

## Filmografie

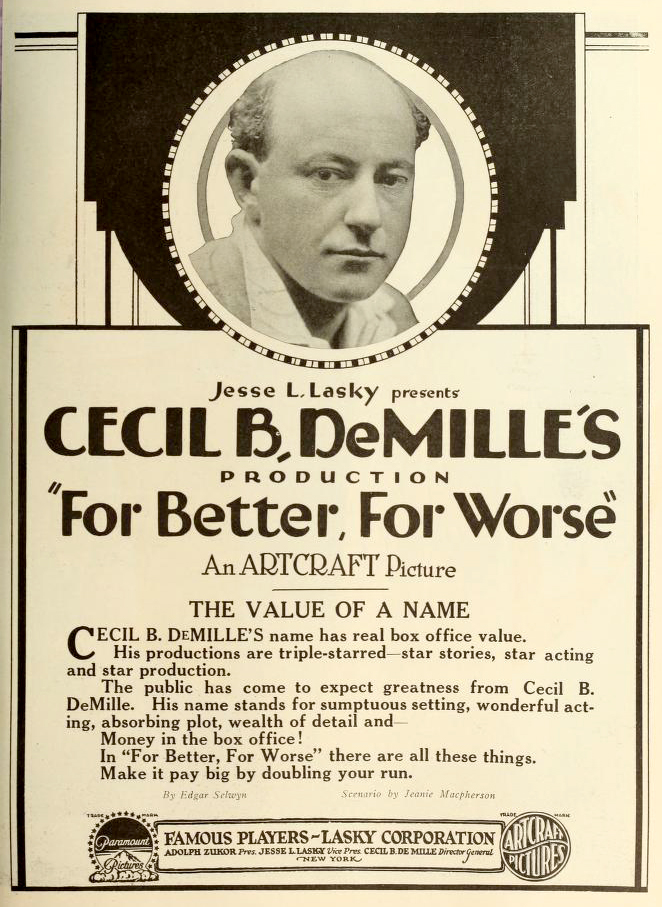
Advertentie (1919)

| - The Squaw Man (1914) - Brewster's Millions (1914) - The Master Mind (1914) - The Only Son (1914) - The Man on the Box (1914) - The Call of the North (1914) - The Virginian (1914) - What's-His-Name? (1914) - The Man from Home (1914) - Rose of the Rancho (1914) - The Ghost Breaker (1914) - The Girl of the Golden West (1915) - After Five (1915) - The Warrens of Virginia (1915) - The Unafraid (1915) - The Captive (1915) - The Wild Goose Chase (1915) - The Arab (1915) - Chimmie Fadden (1915) - Kindling (1915) - The Secret Sin (1915) - Carmen (1915) - Chimmie Fadden Out West (1915) - The Cheat (1915) - Temptation (1915) - The Golden Chance (1915) - The Trail of the Lonesome Pine (1916) - The Heart of Nora Flynn (1916) - Maria Rosa (1916) - The Dream Girl (1916) - Joan the Woman (1917) - Lost and Won (1917) - A Romance of the Redwoods (1917) - The Little American (1917) - The Woman God Forgot (1917) - The Secret Game (1917) - Nan of Music Mountain (1917) - The Devil-Stone (1917) - The Whispering Chorus (1918) - Old Wives for New (1918) - Till I Come Back to You (1918) | - The Squaw Man (1918) - Male and Female (1919) - Don't Change Your Husband (1919) - For Better, for Worse (1919) - Why Change Your Wife? (1920) - Something to Think About (1920) - Forbidden Fruit (1921) - The Affairs of Anatol (1921) - Fool's Paradise (1921) - Saturday Night (1922) - Manslaughter (1922) - Adam's Rib (1923) - The Ten Commandments (1923) - Triumph (1924) - Feet of Clay (1924) - The Golden Bed (1925) - The Road to Yesterday (1925) - The Coming of Amos (1925) - The Volga Boatman (1926) - The King of Kings (1927) - Walking Back (1928) - The Godless Girl (1929) - Dynamite (1929) - Madam Satan (1930) - The Squaw Man (1931) - The Sign of the Cross (1932) - This Day and Age (1933) - Four Frightened People (1934) - Cleopatra (1934) - The Crusades (1935) - The Plainsman (1937) - The Buccaneer (1938) - Union Pacific (1939) - North West Mounted Police (1940) - Reap the Wild Wind (1942) - The Story of Dr. Wassell (1944) - Unconquered (1947) - Samson and Delilah (1949) - The Greatest Show on Earth (1952) - The Ten Commandments (1956) |